# Celestové z Celestinu
Celestové z Celestinu jsou šlechtický rod pocházející z Toskánska, který se ve 14. století usídlil ve Svaté říši římské a od 17. století byl přítomen na Těšínsku.
Mezi jeho známé členy patřil:
- Jan Kazimír Celesta z Celestinu, dlouholetý přísedící zemského soudu Těšínského knížectví.

- Rudolf Ignác, svobodný pán Celesta z Celestinu, předseda náboženské komise a konzistoře augsburského vyznání v Těšíně v letech 1776–1781, později hejtman Těšínského knížectví.[1]

- Karel Bedřich svobodný pán Celesta z Celestinu (†1796), zemský předseda Těšínského knížectví. Majitel vsi a zámku Ropice. V roce 1794 založil nadaci (konvikt) pro chudobné studující na těšínských středních školách. [2]

## Erb
Rodovým erbem je modrý štít se stříbrným břevnem. Na břevnu jsou umístěny tři modré šesticípé hvězdy vedle sebe.